# Octavio Mongrut
Octavio Mongrut Muñoz (San Pedro de Lloc, 19 de noviembre de 1922-Lima, 2007) fue un médico, docente universitario y político peruano. Ministro de Gobierno (1965) y de Educación (1967-1968) del primer gobierno de Fernando Belaúnde. Fue también presidente del IPSS (1980-1983). En su memoria, un hospital o policlínico de la red de EsSalud en el distrito de San Miguel lleva su nombre, homenaje que se le dio estando todavía con vida.

## Biografía
Cursó sus estudios escolares en el Colegio Nacional San Juan de Trujillo y en el Instituto Moderno de Trujillo.
Ingresó a la Universidad Mayor de San Marcos, donde se recibió de médico-cirujano (1950). Se graduó de doctor en medicina en la recién fundada Universidad Peruana Cayetano Heredia (1961). Obtuvo dos distinciones médicas: "Francisco Samino" (1950) y "Enrique León García" (1951). Posteriormente realizó cursos de postgrado en Brasil y Argentina.
Amigo y colaborador del arquitecto Fernando Belaúnde desde sus inicios en la política, fue miembro del partido Acción Popular, ejerciendo como secretario de organización del comité departamental de Lima y como secretario general de organización.
Fue fundador de la Universidad Peruana Cayetano Heredia, donde fue Secretario General de la Comisión de Organización y Planeamiento. Luego fue jefe de Estudios y Programas (1961-1963), llegando a ser profesor emérito.
En 1963, cuando empezó el primer gobierno de Belaunde, fue nombrado Director Ejecutivo del Fondo Nacional de Salud y Bienestar Social, y como tal realizó una importante labor a favor de la salud pública nacional. Durante todo el gobierno belaundista, se construyeron 24 hospitales, logró enorme si se considera que en toda la historia del sector Salud se habían construido, hasta antes de 1963, 49 hospitales. También se inauguraron 112 postas médicas, 80 postas sanitarias y 200 locales y servicios primarios de saluda. Asimismo, se realizó una vasta obra de medicina preventiva, haciéndose vacunaciones masivas y erradicándose definitivamente a la peste y la viruela. Conjuntamente con Cooperación Popular, se hizo también obras de saneamiento, dotándose de redes de agua potable y desagüe a poblaciones menores de 2.000 habitantes.
Ya con un prestigio bien ganado, el presidente Belaunde lo convocó para que asumiera el portafolio de Gobierno y Policía, que juró el 2 de agosto de 1965. Se mantuvo en dicho cargo hasta el 15 de noviembre de dicho año. El 7 de septiembre de 1967 asumió como ministro de Educación, formando parte sucesivamente de los gabinetes Seoane y Ferrero, hasta que renunció en junio de 1968.
Luego del golpe de Estado del 3 de octubre de 1968, fue detenido y conducido al cuartel El Potao, pero poco después fue liberado. Al igual que varios de los ministros belaundistas, sufrió el acoso y la persecución de la dictadura. Se le acusó de los delitos de estafa y corrupción de funcionarios, en relación con el otorgamiento de la buena pro a una obra pública, pero el Poder Judicial lo exculpó de toda responsabilidad.
En 1980, con la restauración democrática, fue nombrado presidente ejecutivo del Instituto Peruano de Seguridad Social (IPSS, actual EsSalud), cargo que ejerció hasta 1983.
Fue miembro de la Academia Nacional de Medicina donde llegó a ser académico emérito. Además, fue director de las revistas Medicina y Desarrollo, Acta Cancerológica y Acta Médica Peruana; y editor de los Anales de la Academia de Medicina, entre 2000 y 2005.

## Publicaciones
Es autor de diversos artículos aparecidos en revistas del Perú y del extranjero, así como autor y editor de libros sobre diversos temas culturales.
Contando con el apoyo de amigos y colaboradores del presidente Belaunde, (fallecido en 2002), creó el Fondo Editorial "Pro Biografía del Presidente Fernando Belaunde Terry", que culminó su labor en el 2006, con la presentación de dicha obra en el Palacio de Gobierno.

## Condecoraciones
- Hipólito Unanue.
- Palmas Magisteriales en Grado de Amauta
- Daniel Alcides Carrión.
- Premio al Mérito de la Policía Nacional.
- Condecoración de la Universidad Peruana Cayetano Heredia en el Grado de Comendador.
- Medalla de Honor al Mérito otorgada por el Colegio Médico del Perú (2000).